# Sint-Maartenskerk (Wormhout)
De Sint-Maartenskerk (Frans: Église Saint-Martin) is de parochiekerk van de stad Wormhout, gelegen aan het Place du Général de Gaulle, in het Franse Noorderdepartement.

## Geschiedenis
Omstreeks 695 zou de hereboer Heremare hier een groot stuk land aan de Sint-Bertinusabdij te Sint-Omaars hebben geschonken. Naar verluidt zou Sint-Winok hier een abdij hebben gesticht waar hij in 716 overleed. Hij werd er bijgezet en er kwamen vele bedevaartgangers naar toe, waarbij ook allerlei wonderen plaatsvonden. In 846 trokken de monniken naar Sint-Winoksbergen en kort daarna werd het stoffelijk overschot van Sint-Winok overgebracht naar Sint-Omaars. De grotendeels uit hout opgetrokken abdij werd in 860 verwoest door de Vikingen. Op de grondvesten werd later de parochiekerk gebouwd, en in de 12e eeuw of vroeger stond er een romaans kerkgebouw, de Sint-Maarten-en-Sint-Winokskerk. Hier was ook een Sint-Winoksaltaar dat relieken bevatte van Sint-Winok.
Ook deze kerk werd in 1582, nu door de Fransen, geplunderd en in 1591 in brand gestoken. Vervolgens werd de kerk hersteld en verbouwd. De huidige kerk is van 1613-1616 en de toren is van 1547-1683. In 1793 werd de spits van de toren vernield tijdens de Slag bij Hondschote.

## Onze-Lieve-Vrouw der Tranen
Op 23 april 1406 zou er een mirakel hebben plaatsgevonden. Toen de koster de kerk binnenkwam lag de mantel van het Mariabeeld aan haar voeten. Hij deed de mantel weer om, maar de andere dag lag deze weer aan Maria's voeten. 's Zondags zag men dat zij geweend had, en dit duurde tot aan de vespers. Vele gelovigen hebben dit wonder mogen aanschouwen.
In 1876 werd een nieuw beeld vervaardigd, waarin delen van het oorspronkelijke beeld werden verwerkt. Ook nu nog is er een devotie voor dit beeld.

## Gebouw
Het betreft een driebeukige bakstenen hallenkerk met voorgebouwde westtoren, voornamelijk 17e-eeuws. Op 02-11-1987 is de kerk beschermd en geklasseerd als monument historique.

## Interieur

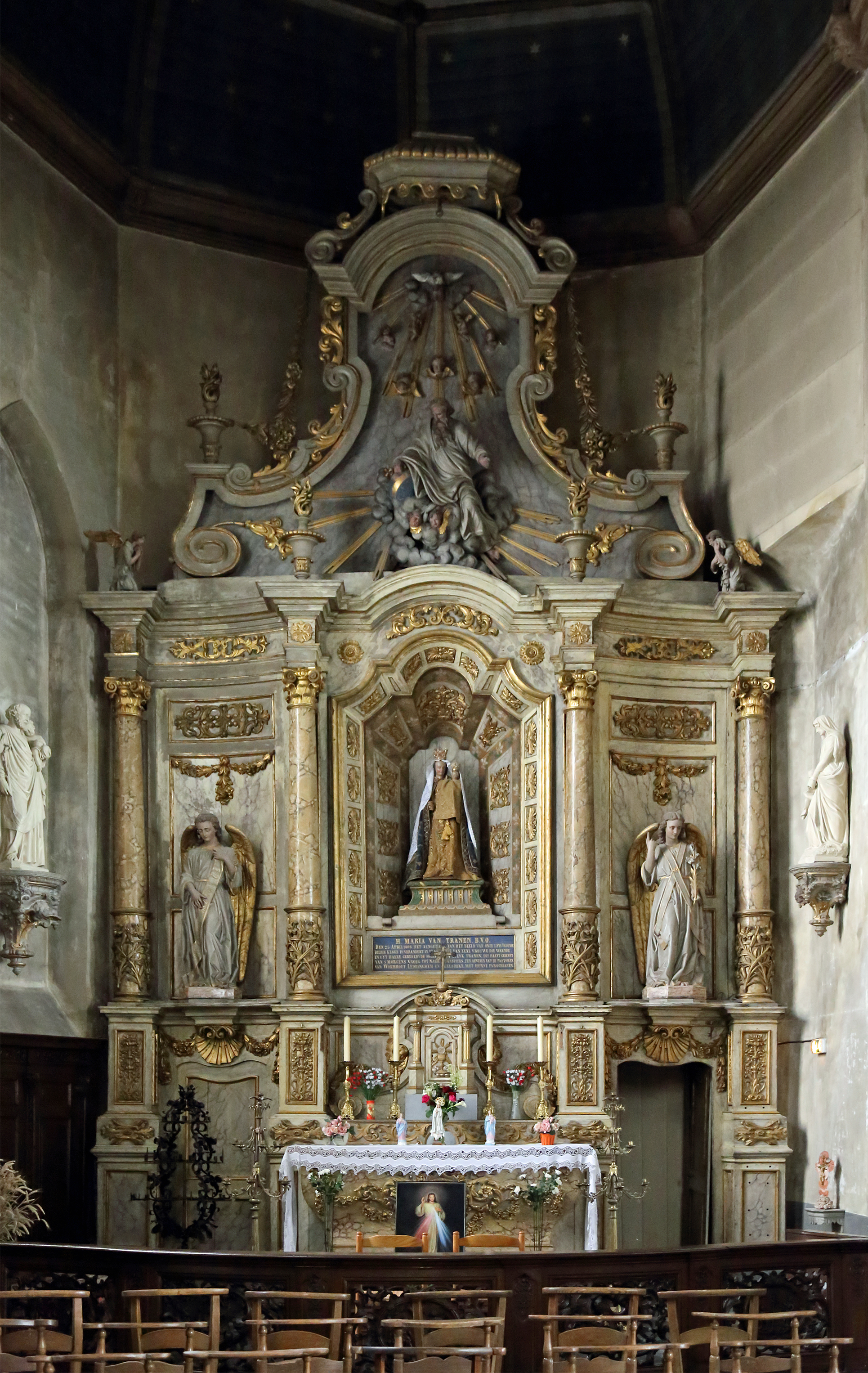
Binnenzijde van de Sint-Maartenskerk

Onder de schilderijen in de kerk zijn De koperen slang van Matthieu Elias en een kopie van de Verschijning van Maria aan de gelukzalige Herman Jozef van Antoon van Dyck. De preekstoel is 17e-eeuws, het marmeren hoofdaltaar van de 18e eeuw. Uit dezelfde tijd, en in barokstijl, is het Onze-Lieve-Vrouwe-altaar. De biechtstoel, in de lambrisering verwerkt, is van 1731, evenals de communiebank in rococostijl. Het orgel is van 1823. De oudste klok is van 1774.